# Прохладний
Прохла́дний — колишній населений пункт, хутір Чернігівського району Запорізької області.

## Географія
Розташований по Бегимській балці, на лівому березі річки Бегим Чокрак, за 2 км від Чернігово-Токмачанська нижче за течією та за 5 км від смт Чернігівка.

## Назва
Назва отримана від прохолоди місцевої річки.

## Історія
Засновано хутір у 1926 році вихідцями з Низян. На хуторі проживали 19 господарів, які отримали по 3 гектари землі, хутір розташовувався в один ряд будинків протягом 3.5 км. З початку заснування на хуторі було утворено комуну, куди ввійшли 8 сімей. Об'єднавши свої господарства вони намагалися спільно працювати, але через рік експеримент провалився. Після колективізації селян одноосібників почали притісняти й примушувати вступити до колгоспу с. Чернігово-Токмачанськ. Сім'ї стали виїжджати, і в 1939 році останні 7 господарів змушені були переїхати в Чернігово-Токмачанськ.